# Байвалв (Меріленд)
Байвалв (англ. Bivalve) — переписна місцевість (CDP) в США, в окрузі Вікоміко штату Меріленд. Населення — 185 осіб (2020).

## Географія
Байвалв розташований за координатами 38°18′26″ пн. ш. 75°52′40″ зх. д. / 38.30722° пн. ш. 75.87778° зх. д. (38.307313, -75.877865).  За даними Бюро перепису населення США в 2010 році переписна місцевість мала площу 3,49 км², з яких 3,40 км² — суходіл та 0,10 км² — водойми.

## Демографія
Згідно з переписом 2010 року, у переписній місцевості мешкала 201 особа в 87 домогосподарствах у складі 55 родин. Густота населення становила 58 осіб/км².  Було 125 помешкань (36/км²).
Расовий склад населення:
| - 78,6 % — білих - 13,4 % — чорних або афроамериканців - 0,5 % — корінних американців |

До двох чи більше рас належало 7,5 %. Частка іспаномовних становила 3,5 % від усіх жителів.
За віковим діапазоном населення розподілялося таким чином: 16,9 % — особи молодші 18 років, 69,2 % — особи у віці 18—64 років, 13,9 % — особи у віці 65 років та старші. Медіана віку мешканця становила 47,8 року. На 100 осіб жіночої статі у переписній місцевості припадало 79,5 чоловіків;  на 100 жінок у віці від 18 років та старших — 89,8 чоловіків також старших 18 років.
Середній дохід на одне домашнє господарство  становив 41 939 доларів США (медіана — 42 688), а середній дохід на одну сім'ю — 47 404 долари (медіана — 44 563). За межею бідності перебувало 4,8 % осіб, у тому числі 0,0 % дітей у віці до 18 років та 50,0 % осіб у віці 65 років та старших.
Цивільне працевлаштоване населення становило 67 осіб. Основні галузі зайнятості: будівництво — 34,3 %, сільське господарство, лісництво, риболовля — 29,9 %, публічна адміністрація — 19,4 %.